# Grupo externo (cladística)

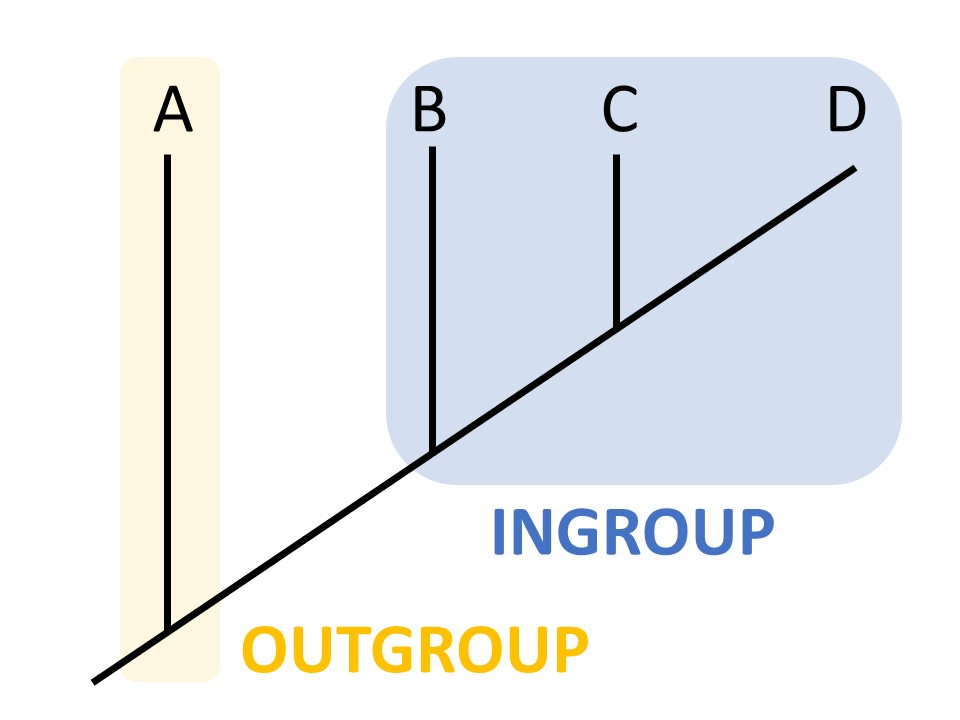
Un simple cladograma con las relaciones evolucionarias de cuatro especies: A, B, C, y D; la especie A es el grupo externo y las especies B, C y D son el grupo interno

Una definición de grupo externo en cladística es: "Grupo de organismos no perteneciente al grupo que está siendo analizado. Los grupos externos proporcionan información acerca de los estados plesiomorfos (ancestrales) de los caracteres, puesto que los estados apomorfos (derivados) no deberían aparecer en grupos externos. Siempre es conveniente elegir grupos externos que estén tan emparentados con el que analizamos como sea posible."

## Ejemplo
Choanoflagellatea es el grupo externo del clado Animalia

|  | Cnidaria                    |
|  |                             |
|  | \| \| Bilateria \| \| \| \| |
|  |                             |
|  | Bilateria                   |
|  |                             |

|  | Bilateria |
|  |           |

|  | Cnidaria                    |
|  |                             |
|  | \| \| Bilateria \| \| \| \| |
|  |                             |
|  | Bilateria                   |
|  |                             |

|  | Bilateria |
|  |           |

|  | Cnidaria                    |
|  |                             |
|  | \| \| Bilateria \| \| \| \| |
|  |                             |
|  | Bilateria                   |
|  |                             |

|  | Bilateria |
|  |           |

|  | Cnidaria                    |
|  |                             |
|  | \| \| Bilateria \| \| \| \| |
|  |                             |
|  | Bilateria                   |
|  |                             |

|  | Bilateria |
|  |           |

## Selección de un grupo externo
El grupo externo elegido debe estar menos relacionado con el grupo interno de lo que el grupo interno está relacionado consigo mismo. La conclusión evolutiva de estas relaciones es que las especies del grupo externo tienen un antepasado común con el grupo interno, tal antepasado es más antiguo que el antepasado común de todos los miembros del grupo interno. La selección de un grupo externo puede cambiar la topología de la filogenia. Por lo tanto, los filogenetistas generalmente usan más de un grupo externo en los análisis cladísticos. El uso de grupos múltiples es preferible porque proporciona una filogenia más robusta, contrarrestando selecciones mediocres de candidatos de grupos externos y poniendo a prueba la hipotética monofilia del grupo interno.
Para elegir un grupo externo, un taxón debe satisfacer las siguientes características:
- No debe ser un miembro del grupo interno.
- Debe estar relacionado al grupo interno con suficiente cercanía para que las comparaciones con el grupo interno sean útiles.

## Ejemplos
| Grupo interno | Grupo externo |
| ------------- | ------------- |
| Homínidos     | Gibones       |
| Placentarios  | Marsupiales   |
| Cordados      | Equinodermos  |
| Angiospermas  | Gimnospermas  |

En cada ejemplo, en una filogenia de los organismos del grupo interno, sus raíces tienen los mismos caracteres de uno o más miembros del grupo externo.